# Красный якорь (машиностроение)
«Завод Красный Якорь» — российское предприятие по производству цепной продукции различного назначения: якорных цепей и такелажа, цепей для горно-шахтного оборудования, грузовых цепей, строп и комплектующих. Основан в 1898 году. Располагается в Нижнем Новгороде.

## История
В 1896 году житель Нижнего Новгорода Лука Лукич Зотов,  

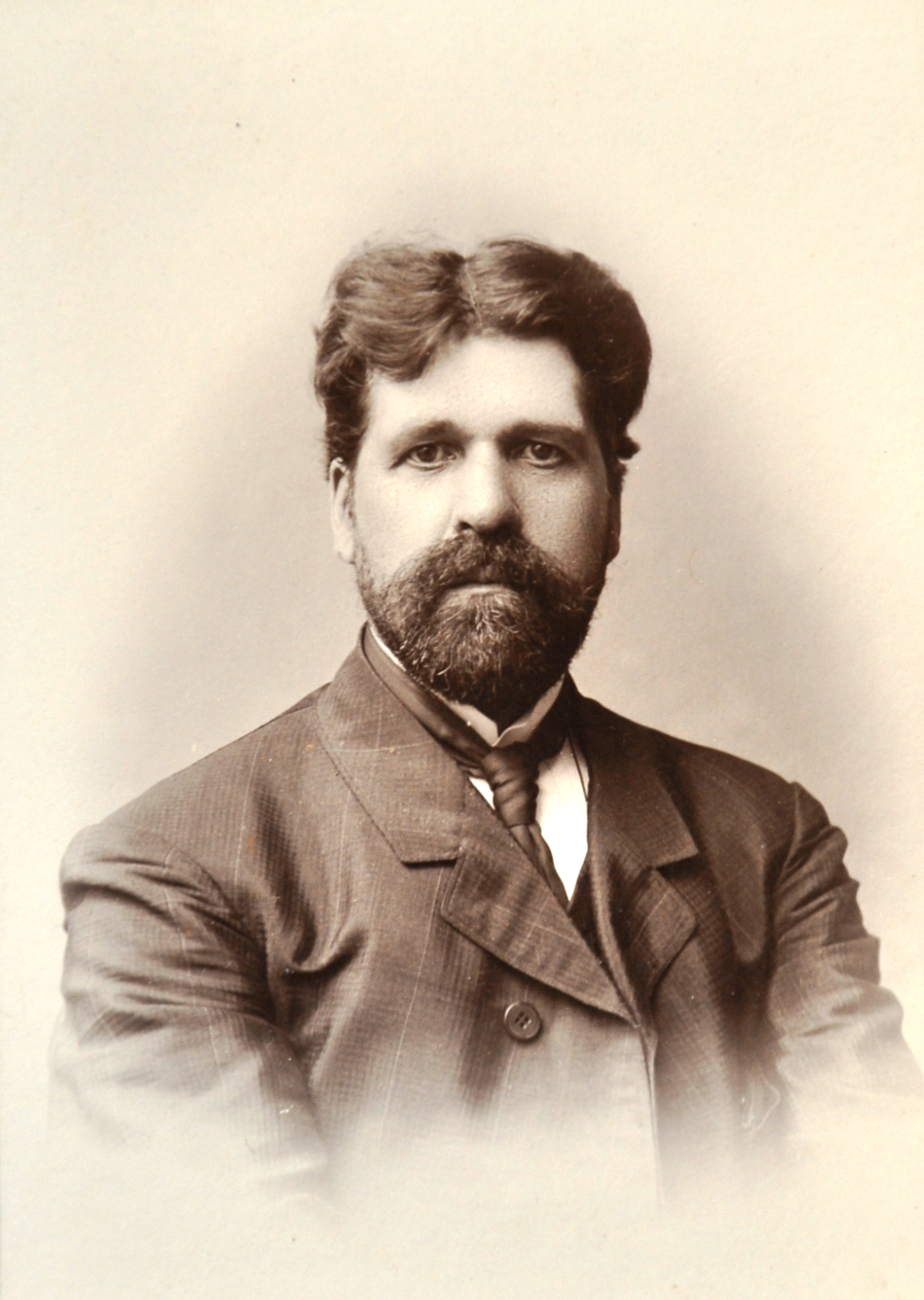
Лука Лукич Зотов

посетив XVI Всероссийскую промышленную и художественную выставку, был сильно впечатлен экспонатами Машинного отдела 

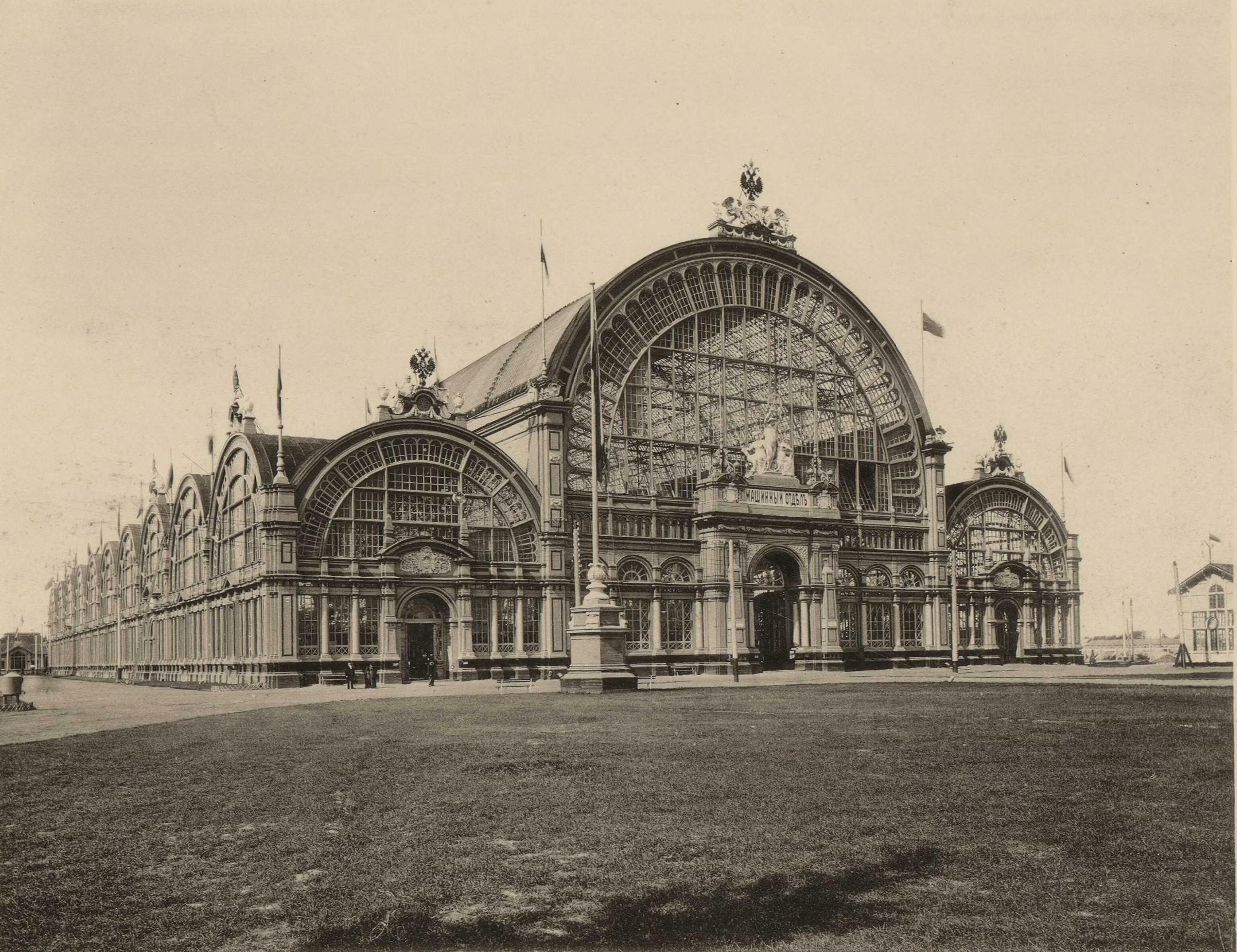
1896. Всероссийская промышленно-художественная выставка в Нижнем Новгороде 28 (cropped)

и принял решение придать распространенному на волжских берегах ремеслу по производству цепей промышленный масштаб. Кустарные цепи не проходили испытаний, а потому рвались под нагрузкой и становились причиной речных происшествий с немалыми убытками для судовладельцев. По окончанию выставки Лука Зотов  взял в аренду земельный участок и здания бывшей спичечной фабрики при селе Ратманиха Балахнинского уезда в 4 верстах от знаменитой Нижегородской ярмарки. Вложив семейный капитал своего тестя Александра Смелова, он основал «Смеловские цепной и якорный заводы». Часть оборудования была привезена Зотовым из Европы — предположительно из Англии и Германии. В 1898 году предприятие выпустило свою первую продукцию. 
В 1904 году Лука Зотов организовал на заводе первую в России Международную цепепробную испытательную станцию, не уступавшую по своему оснащению станциям классификационных обществ Европы. 

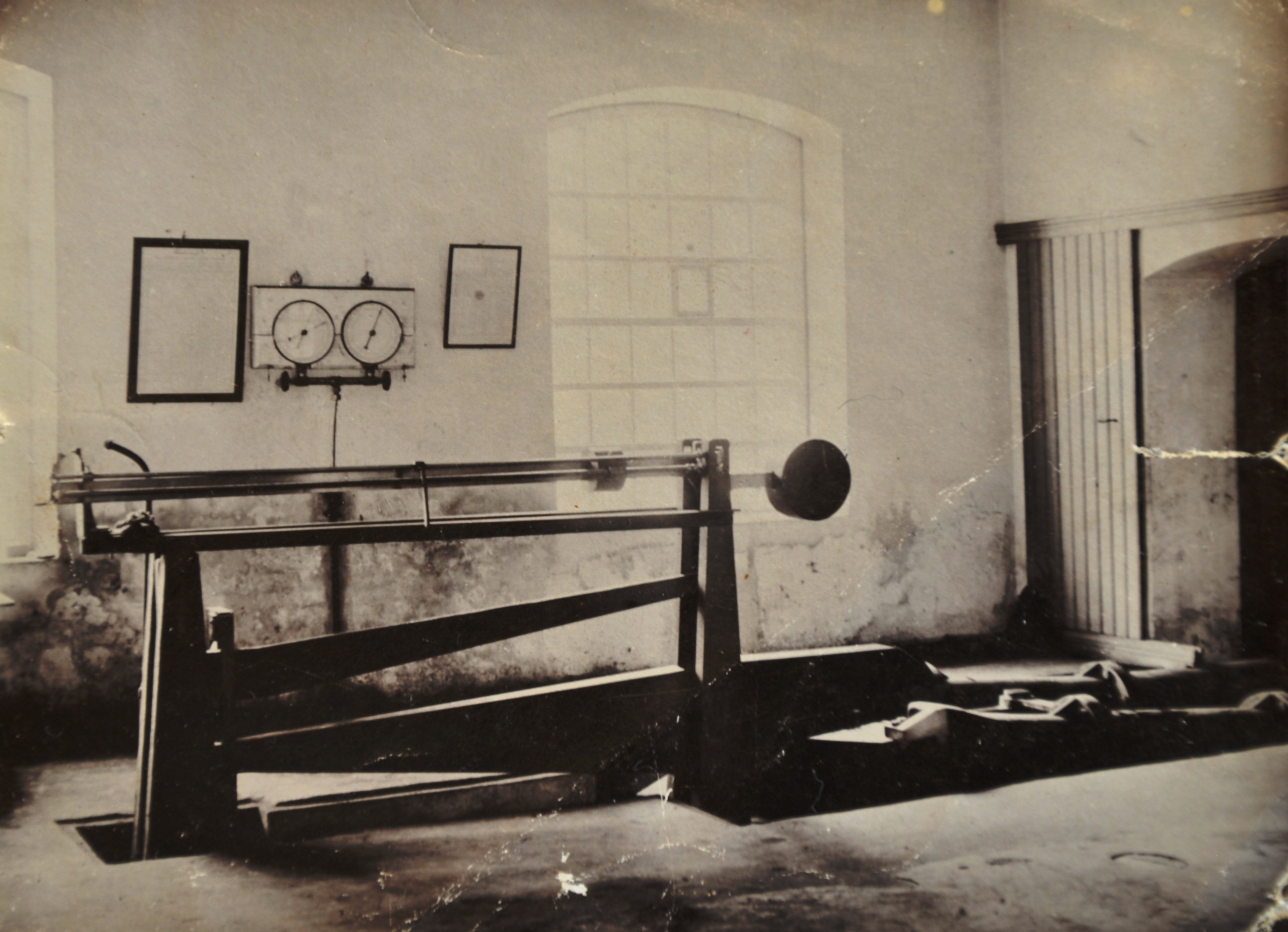
Оборудование испытательной станции на Смеловском цепном заводе, 1904 год

Для поверки импортного испытательного оборудования были приглашены представители Главного правления торгового мореплавания и агенты классификационных обществ «Бюро Веритас» и германского «Ллойда». Министерство торговли и промышленности Российской империи назначило на станцию инженера-инспектора. Якорные цепи после испытаний получали клеймо. О достижении Луки Зотова и его значении для отечественного судостроения написал корабельный инженер Альфред Борман в выпуске №4 технического журнала «Материалы по судостроению», целиком посвященном якорным цепным канатам» (издательство бюро «Морской техник», Санкт-Петербург, 1906 год).   
«Акционерное Общество Русских Смеловских цепных и якорных заводов и испытательной станции» было прибыльным. Перед революцией дебиторами завода были 107 компаний, включая крупнейшие судостроительные верфи, железные дороги, угольные шахты, нефтепромышленные заводы. Завод имел представительство в Петрограде и склады в Москве, Астрахани, Баку, Ростове-на-Дону, Севастополе, Архангельске. Ожидалась очередная поставка станков из Англии.
После революции 1917 года управление заводом перешло рабочим. Производство стремительно набирало обороты в годы первых пятилеток.
В 1923 году предприятие сменило своё историческое название на отвечающее веяниям новой эпохи — «Красный Якорь». Архивные документы утверждают, что «Красный Якорь» признан «уникальным» из-за «значения в стране и на международном рынке». 
В 1929 году «Красный Якорь» приобрёл мощный испытательный пресс на 350 тонн и восстановил аннулированное с революцией свидетельство о соответствии своей продукции всем международным стандартам. Этот документ вернул отечественному флоту право заходить в иностранные порты. Судостроение СССР получило свободу от закупок дорогих импортных якорных цепей.

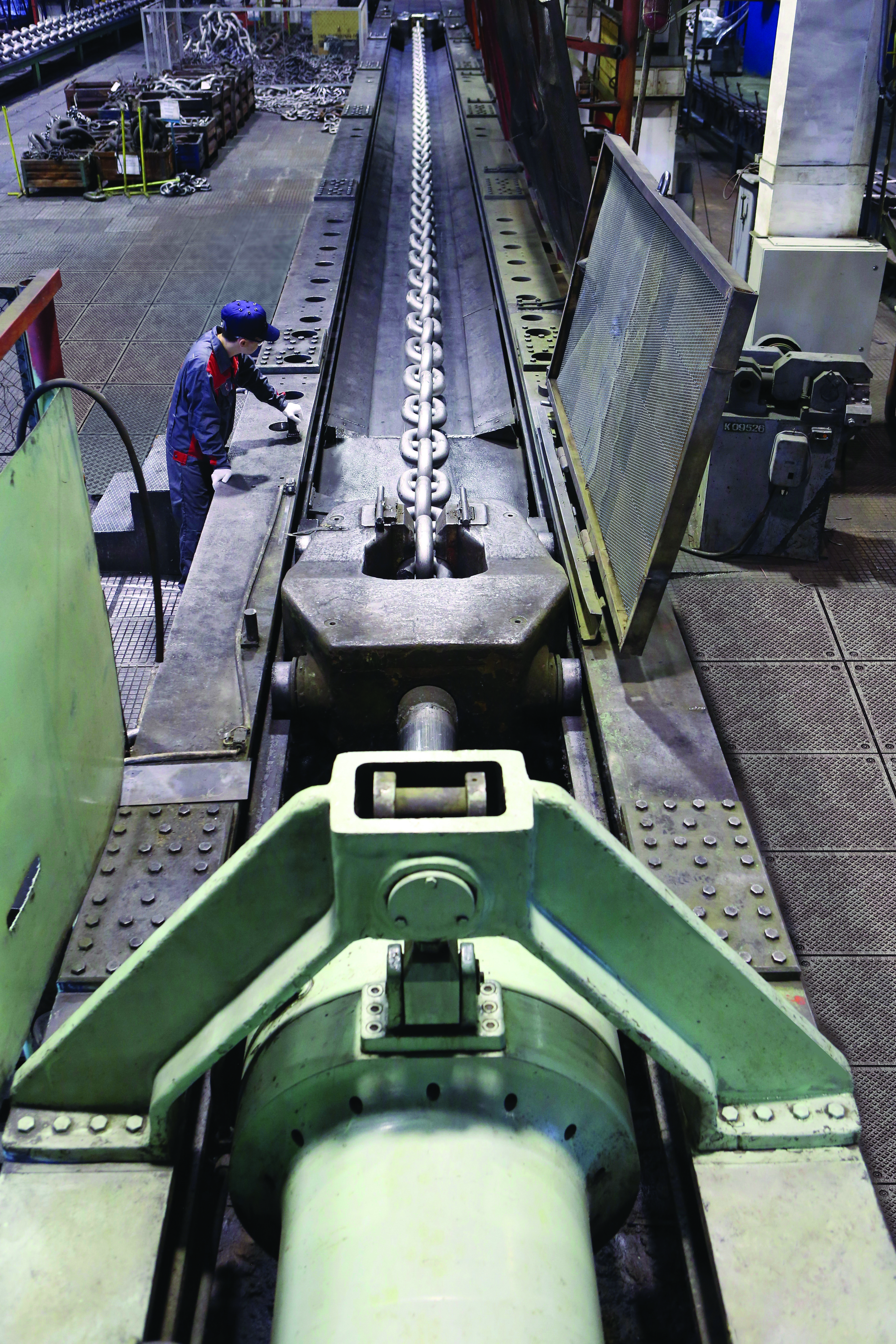
Испытательный пресс

В годы Великой Отечественной войны более 1000 заводчан ушли на фронт защищать Родину. Вместо них к станкам встали женщины и ученики профучилищ. «Красный Якорь» получил номер и стал именоваться «Завод № 646». Предприятие активно осваивало новые виды продукции и в итоге расширило свою номенклатуру на десятки позиций. Это потребовало от коллектива новаторских идей и ударной работы. По некоторым видам продукции «Красный Якорь» был единственным производителем в СССР, что подтверждается архивными записями. 
В годы войны завод получил задание на быстрое освоение новых видов продукции: 
- специальных цепей для автобронетанковых частей
- специальных якорей для инженерных частей
- металлоукладочных изделий для горных минометов большого калибра
- металлоукладочных изделий для горных минометов легкого типа
- боеприпасов 6 типов, включая головки снарядов для «Катюш»
- иллюминаторов
- деталей амортизаторов

Кроме этого, «Красный Якорь» занимался мехобработкой деталей:
- для противотанковой пушки ЗИС-2, дивизионной пушки ЗИС-3 и танковой пушки Ф-34 (производитель - Горьковский машиностроительный завод);
- для танка Т-34 (производитель — «Красное Сормово»);
- для легкого танка Т-70 (производитель — Горьковский автозавод)[3].

Рабочие и инженеры завода «Красный Якорь» проявляли чудеса изобретательности и новаторства. Ежегодно патентовалось около 100 рационализаторских предложений. Новая продукция требовала других инструментов, оснастки, а иногда и переделки имеющихся станков. Если в начале войны на подготовку выпуска новых видов продукции уходило 1,5 - 2 месяца, то уже в 1942 году — всего 15 - 20 дней. 
В 1945 году за инициативную работу в годы войны 573 заводчанина были представлены к награждению медалью «За доблестный труд в Великой Отечественной войне 1941–1945 гг.». Прославились рабочие завода «Красный Якорь» и на полях сражений. Среди заводчан многие были отмечены боевыми наградами. Их память увековечена.

Работа кузнецов в цеху завода в 1930-1940-е годы

В мирное советское время сравнительно небольшой коллектив завода производил 75% цепей и такелажа в СССР, экспортируя в дружественные страны не только свою продукцию, но и технологии, а также инженерные решения. 
В 1957 году цепями завода «Красный Якорь» был оснащен первый в мире атомный ледокол «Ленин».
В начале 1960-х на заводе «Красный Якорь» начали внедрять систему организации производства и управления качеством, получившую название «КАНАРСПИ» — «Качество, надежность, ресурс — с первых изделий». В конце 1960-х целый ряд продукции завода выпускался с Государственным знаком качества.
В 1965 году начался выпуск первых высокопрочных цепей 18×64, которые предназначались для угольного машиностроения. Благодаря их надёжности воркутинские шахтёры уже в 1966 году поставили рекорд добычи угля и удостоились государственных наград. Высокопрочные якорные цепи, выпускаемые заводом, успешно прошли испытания на Северном флоте СССР.
В 1986 году «Красный Якорь» перешёл на систему бездефектного изготовления цепей. Предприятие провело очередную модернизацию с использованием ввезённого импортного оборудования и начало производство новых высокоэффективных грузовых цепей различных калибров. В советский период предприятие проходило модернизацию практически каждые 10 лет, оставаясь  технологически современным.
В 1991 году предприятие приватизировали и создали открытое акционерное общество «Красный Якорь».
В период с 1992 по 1995 годы прошла новая модернизация, было закуплено передовое цепесварочное оборудование и калибровочно-испытательные автоматы, изготовлены стенды для подбора пар цепей до 27 метров, заключены контракты с ведущими мировыми компаниями по производству оборудования.
В 2007 году завод выпустил первые в России цепи арктического класса, предназначенные для морской ледостойкой стационарной платформы «Приразломная», ведущей добычу нефти в Печорском море. Благодаря правильному подбору марки стали, моделированию работы цепи в агрессивной морской среде при отрицательных температурах и целой серии экспериментов новая продукция не только сохранила заложенный ГОСТ 228–79 ресурс, но и превзошла его. В 2011 году ФАУ РМРС ввело в своих Правилах требования Winterization −50С, и арктические цепи «Завода Красный Якорь» им полностью соответствовали. Нижегородский производитель стал первым в стране, получившим одобрение РМРС на изготовление этой продукции.
В 2017 году была пройдена сертификация продукции в государственном Центре по утверждению мер безопасности и сертификации КНР. «Завод Красный Якорь» вывел свою горно-шахтную продукцию на китайский рынок.
«Завод Красный Якорь» впервые воспользовался поддержкой Фонда развития промышленности и вступил в очередной этап инфраструктурной и технологической модернизации. В 2023 году начал работу новый кузнечно-прессовый цех, в строительство и оснащение которого было инвестировано более 1 млрд рублей. «Завод Красный Якорь» реализует политику импортозамещения сразу в нескольких сегментах рынка комплектующих для кораблестроения, добычи полезных ископаемых и других отраслей.

## Собственники и руководство
По состоянию на 2024 год «Завод Красный Якорь» на 100% принадлежал частным лицам.
Генеральный директор — Андрей Корчагин.
Руководители предприятия в разные годы:
- 1898-1912 — Зотов Лука Лукич
- 1912-1917 — Гласс Яков Джеймс Ричардсон

…
- 1941-1943 — Есин Михаил Николаевич
- 1943-1944 — Карпов Василий Павлович
- 1944-1961 — Соколов Сергей Елпидифорович

…
- 1975-1988 — Казаков Александр Васильевич

…
- 2002-2025 — Барыкин Дмитрий Зотович
- С июля 2025 — Корчагин Андрей Владимирович

## Производство
По состоянию на начало 2024 года предприятие имеет 5 цехов, 17 производственных участков, 572 единицы оборудования и более 2000 видов продукции в ассортименте. Также предприятие имеет собственную испытательную лабораторию и конструкторское бюро.

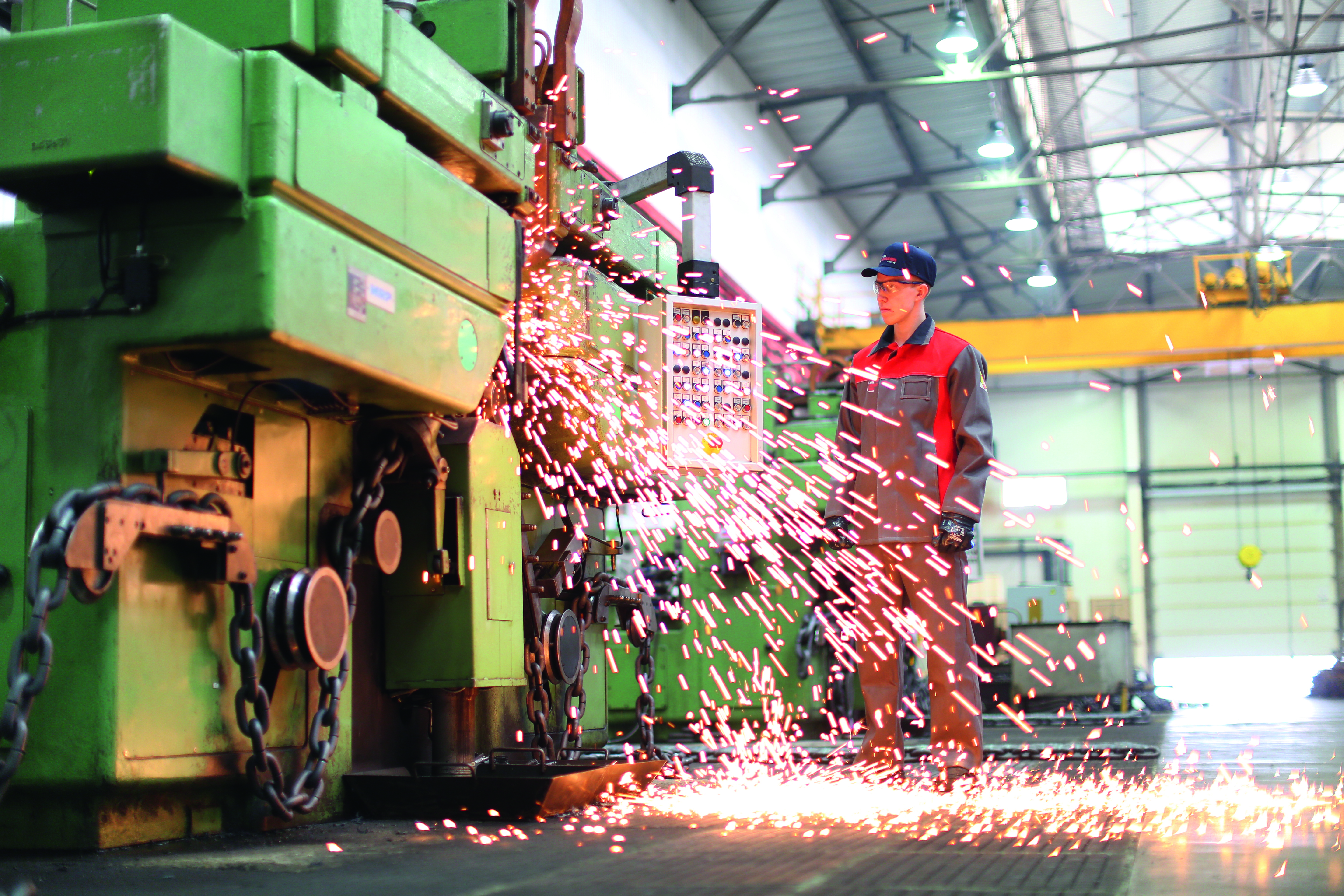
Производство цепей для горно-шахтного оборудования

## Технология
Цепи калибром 2–20 мм изготавливаются из горячекатаного металлопроката круглого сечения, поставляемого в бунтах. Контактную стыковую сварку цепи осуществляет цепесварочный автомат методом сопротивления. При этом виде сварки ветви звеньев стыкуются под давлением ещё до начала нагрева. Затем через них пускается ток, в результате чего ветви в стыке нагреваются до температуры пластичности. После этого происходит резкая осадка, и образуется неразъёмное сварное соединение.
Цепи калибром от 20 до 102 мм изготавливаются из горячекатаного металлопроката круглого сечения, поставляемого в прутках. Сварка цепей крупного калибра происходит на специализированном сварочном оборудовании, которое обеспечивает полный цикл вязки, сварки и при необходимости вставки распорки звеньев. Нарезанную заготовку предварительно нагревают до температуры около 800 °С, после чего она попадает в узел вязки звена, а оттуда — в узел сварки звена. Цепи варят методом непрерывного оплавления. Электроток пропускается через звено цепи до смыкания его ветвей. При этом в месте контакта металл разогревается до температуры плавления и выплёскивается в виде искр, очищая сварной шов и устраняя неровности поверхности. В заключительном этапе сварочного процесса звено осаживается под большим давлением для получения чистого сварного соединения.

Производство цепей крупного калибра на карусели ESAB

Комплектующие для цепной продукции изготавливаются методом горячей объёмной штамповки. 
После сварки или штамповки в зависимости от класса прочности изделия направляются на термообработку.
Обработка комплектующих выполняется на фрезерных, токарных, шлифовальных и сверлильных станках, а также на вертикально-фрезерных обрабатывающих центрах и токарно-фрезерных обрабатывающих центрах с ЧПУ.
При необходимости перед отгрузкой изделия получают различные покрытия поверхности: консервацию, покраску, гальваническую обработку.
Заводская лаборатория постоянно контролирует качество входящего сырья, технологические процессы и параметры готовой продукции.